# Aulacomerus klugii
Aulacomerus klugii – gatunek błonkówki z rodziny Pergidae.

## Taksonomia
Gatunek ten został opisany w 1883 przez Petera Camerona pod nazwą Loboceras klugii. Jako miejsce typowe podano miasto San Jerónimo w Gwatemali. W 1990 roku David Smith przeniósł go do rodzaju Aulacomerus. Wyznaczył on również lektotyp (samicę).

## Zasięg występowania
Ameryka Północna, znany z śr. i płd. Meksyku, (stany Chiapas, Jukatan, Oaxaca, Puebla, San Luis Potosí i Veracruz), Belize, Gwatemali, Salwadoru i Panamy.